# Lathraea
Lathraea  L. 1753  è un genere di piante parassite spermatofite dicotiledoni appartenenti alla famiglia delle Orobanchaceae.

## Etimologia
Il nome del genere deriva dalla parola greca "lathra" (= non visibile, nascosto) in quanto la maggior parte della pianta delle specie di questo genere è "nascosta" sotto terra.
Il nome scientifico del genere è stato proposto da Carl von Linné (1707 – 1778) biologo e scrittore svedese, considerato il padre della moderna classificazione scientifica degli organismi viventi, nella pubblicazione "Species Plantarum – 2: 605. 1753" del 1753.

## Descrizione

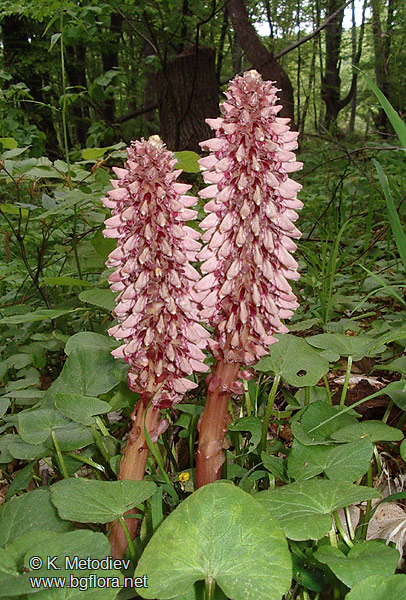
Il portamento
Lathraea rhodopaea

I dati morfologici si riferiscono soprattutto alle specie europee e in particolare a quelle spontanee italiane.
L'altezza di queste piante varia da pochi centimetri al massimo a 50 cm. La forma biologica è geofite rizomatose (G rhiz), ossia sono piante perenni prive di clorofilla che portano le gemme in posizione sotterranea; durante la stagione avversa non presentano organi aerei e le gemme si trovano in organi sotterranei come bulbi, tuberi e rizomi, fusti sotterranei dai quali, ogni anno, si dipartono radici e fusti aerei. Queste piante sono parassite assolute (senza clorofilla) e quindi hanno bisogno di "appoggiarsi" ad altri organismi per sopravvivere.

### Radici
Le radici sono dei rizomi ramosi e ingrossati. Sono provvisti di austori squamosi.

### Fusto
La parte aerea del fusto è cilindrica a consistenza molle; in alcune specie è assente (ossia è interamente sotterraneo).

### Foglie
Le foglie (se presenti) sono ridotte a delle squame (a volte reniformi). 

### Infiorescenza

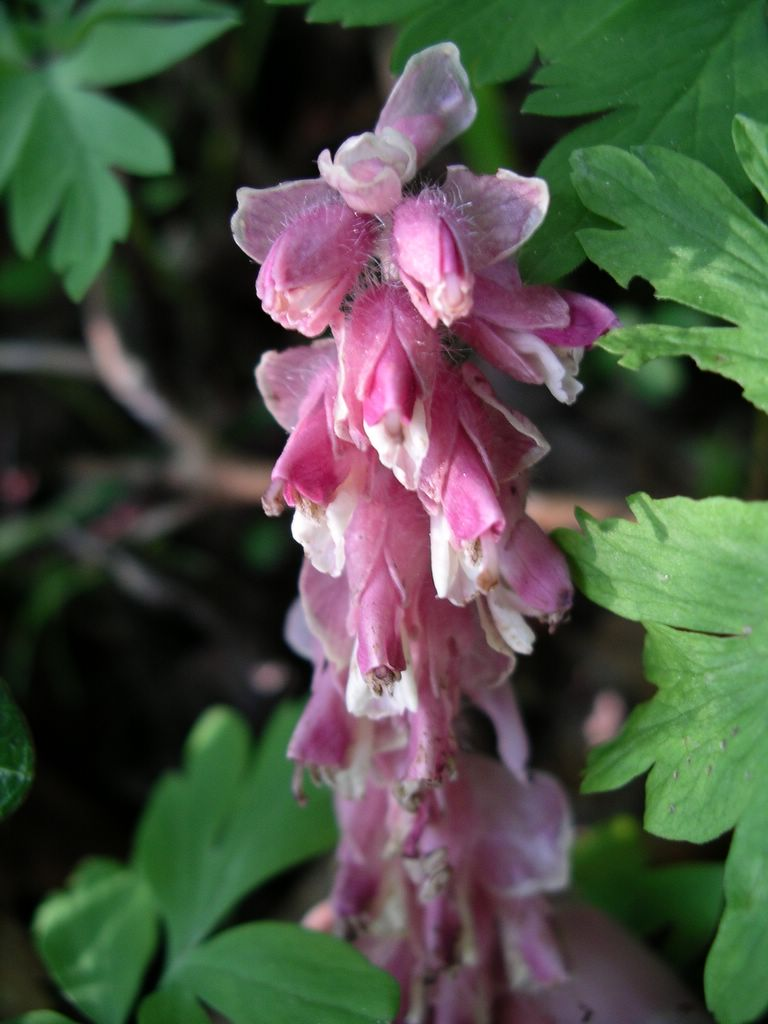
Infiorescenza
Lathraea squamaria

Le infiorescenze sono dei racemi lineari e compatti formati da fiori peduncolati e disposti unilateralmente. Tra i fiori sono presenti delle brattee. Nelle specie con fusto sotterraneo i fiori apparentemente sembrano inseriti sul rizoma e formano un corimbo.

### Fiori

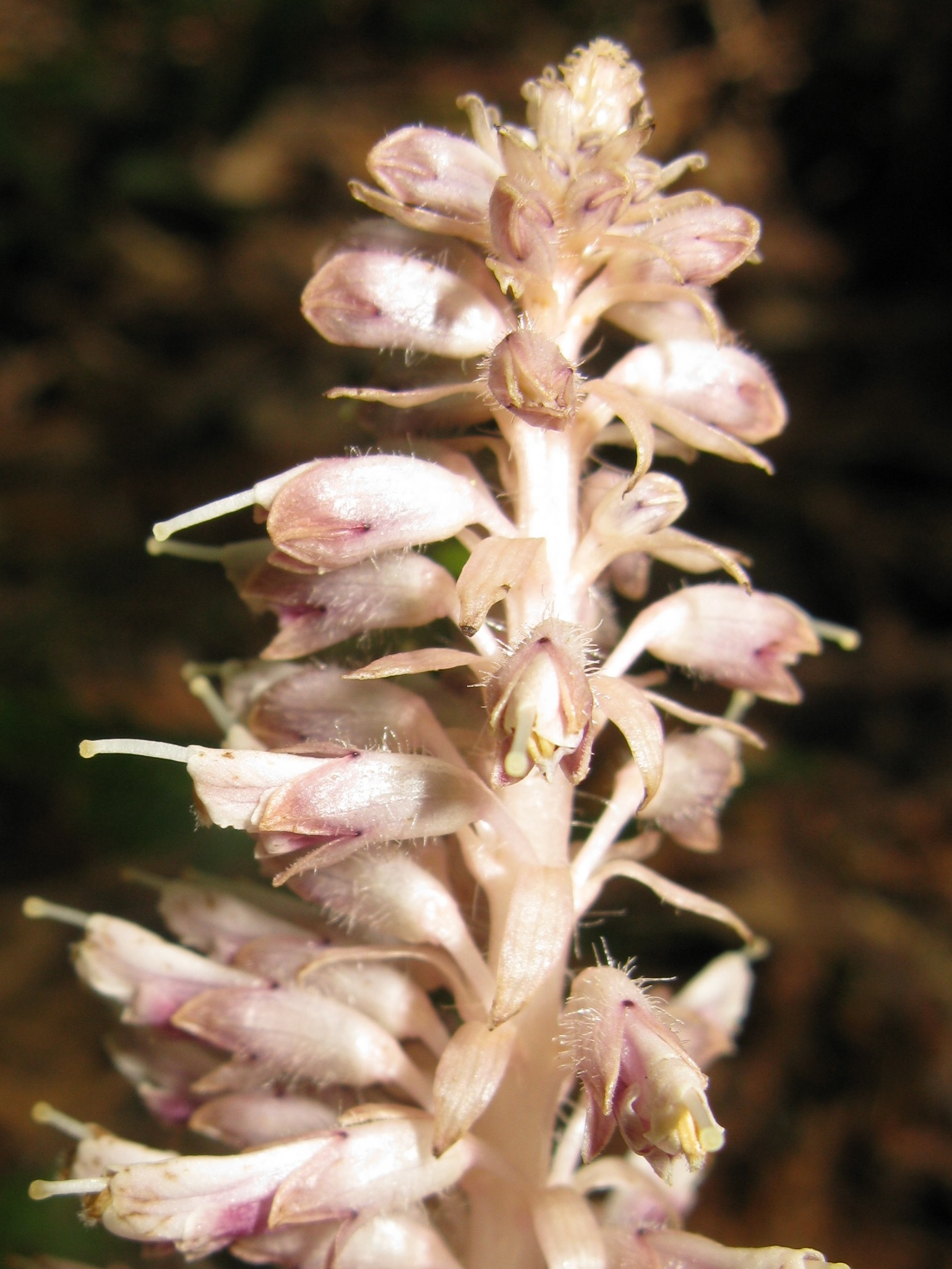
I fiori
Lathraea japonica

I fiori sono ermafroditi, zigomorfi e tetraciclici (con i quattro verticilli fondamentali delle Angiosperme: calice – corolla – androceo – gineceo); sono inoltre tetrameri (ogni verticillo ha quattro elementi).
- Formula fiorale: per questa pianta viene indicata la seguente formula fiorale:

X, K (4), [C (4), A 2+2], G (2), (supero), capsula
- Calice: il calice (gamosepalo) ha una forma campanulata con 4 denti; la forma dei denti è ovale; la superficie è irsuta o glabra.
- Corolla: la corolla (simpetala) ha una forma tubulosa-bilabiata con un rigonfiamento basale;  la superficie è glabra; il colore della corolla è roseo-carnicino o violaceo.
- Androceo: gli stami dell'androceo sono quattro didinami (due lunghi e due corti); sono inseriti a 2/3 del tubo corollino. Le antere sono pelose, con due logge e sono appena sporgenti. Le sacche polliniche hanno l'estremità inferiore a forma di freccia.[7]
- Gineceo: i carpelli del gineceo sono due e formano un ovario supero biloculare (derivato dai due carpelli iniziali). Lo stilo è unico lievemente più lungo degli stami ed è inserito all'apice dell'ovario; lo stimma è bifido.

### Frutti
I frutti sono delle capsule deiscenti subsferiche o ovoidali, conico-rostrate. Contengono diversi piccoli semi.

## Riproduzione
- Impollinazione: l'impollinazione avviene tramite insetti (impollinazione entomogama).
- Riproduzione: la fecondazione avviene fondamentalmente tramite l'impollinazione dei fiori (vedi sopra).
- Dispersione: i semi cadendo a terra sono successivamente dispersi soprattutto da insetti tipo formiche (disseminazione mirmecoria).

## Biologia
Queste piante rimangono sotto terra per la maggior parte del tempo, ed escono alla luce del sole solamente in primavera, per poco tempo, per la fioritura. Inoltre in alcune specie tra le cavità delle squame entrano e vivono piccolissimi animali che vengono poi assorbiti dalla pianta per mezzo di strutture protoplasmatiche (dei sottilissimi fili che avvolgono rapidamente l'animaletto e ne assorbono le sostanze molli). Il parassitismo si sviluppa fin dal seme, dal quale emergono delle radichette filiformi che aderiscono perfettamente alle radici ospiti affondando degli austori succhianti, dapprima sotto forma di bottoncini globosi e quindi di ventose a disco appiattito. A questo punto la pianta si sviluppa completamente. Queste piante sono interessanti altre che per il loro parassitismo, anche per il particolare processo di assorbimento a danno di piccoli insetti.

## Distribuzione e habitat
Il genere Lathraea è distribuito in Europa (dall'Inghilterra alla Sicilia e dalla Spagna alla Russia) e in Asia. L'Habitat è quello tipico dei sottoboschi ombrosi e umidi dal livello del mare fino a quote medie. Le latifoglie arboree preferite da queste parassite sono: Olmo, Acero e Fagaceae; ma anche piante cespugliose in zone ombrose.

## Tassonomia
La famiglia di appartenenza della specie (Orobanchaceae) comprende soprattutto piante erbacee perenni e annuali semiparassite (ossia contengono ancora clorofilla a parte qualche genere completamente parassita) con uno o più austori connessi alle radici ospiti. È una famiglia abbastanza numerosa con circa 60 - 90 generi e oltre 1700 - 2000 specie (il numero dei generi e delle specie dipende dai vari metodi di classificazione) distribuiti in tutti i continenti. Il genere Lathraea si compone di poche specie eurasiatiche due delle quali sono presenti nella flora spontanea italiana.

### Filogenesi
La classificazione tassonomica del genere Lathraea è in via di definizione in quanto fino a poco tempo fa apparteneva alla famiglia delle Scrophulariaceae (secondo la classificazione ormai classica di Cronquist), mentre ora con i nuovi sistemi di classificazione filogenetica (classificazione APG) è stato assegnato alla famiglia delle Orobanchaceae e alla tribù Rhinantheae Lamarck & de Candolle.
Alcuni studi di tipo filogenetico suddividono la famiglia Orobanchaceae in sei cladi principali. Il genere Lathrae è posizionato nel quinto clade (relativo alla tribù Rhinantheae); in particolare risulta “gruppo fratello” del genere Rhinanthus. Lo studio evidenzia che Lathrae è l'unico genere europeo (delle Orobanchaceae) interamente parassita.

### Specie spontanee della flora italiana
In Italia le due specie presenti hanno le seguenti caratteristiche distintive:
- Lathraea clandestina L., 1753 - Latrea clandestina: la corolla è colorata di violaceo ed è lunga 40 – 50 mm; i fiori sono inseriti direttamente al livello del suolo. L'altezza della pianta va da 5 a 8 cm; il ciclo biologico è perenne; la forma biologica è geofite rizomatose (G rhiz); il tipo corologico è Ovest - Eurimediterraneo; l'habitat tipico sono le latifoglie; questa pianta è rara e si trova al Sud ad una altitudine fino a 1300 m s.l.m..
- Lathraea squamaria L., 1753 - Latrea comune: la corolla è bianco-rosea ed è lunga 14 – 16 mm; l'infiorescenza ha la forma di un racemo allungato. L'altezza della pianta va da 10 a 30 cm; il ciclo biologico è perenne; la forma biologica è geofite rizomatose (G rhiz); il tipo corologico è Eurasiatico; l'habitat tipico sono le latifoglie; questa pianta è presente su tutto il territorio italiano fino ad una altitudine di 1300 m s.l.m..

### Altre specie
Nel resto del mondo sono presenti altre due specie:
- Lathraea japonica Miq., 1867 - Si trova in Cina, Corea e Giappone lungo le strade, nelle foreste e zone umide da 1500 a 2200 m s.l.m..[14]
- Lathraea rhodopea Dingler, 1877 - In Europa questa specie è presente in Bulgaria e Grecia.